# جنيفر تشان
جنيفر تشان هي فنانة فيديو كندية، ولدت في 1988.